# Sjeverna grupa Srpske nogometne lige 1946./47.
Sjeverna grupa Srpske lige, također zvana Prva zona, bila je liga drugog stupnja nogometnog prvenstva Jugoslavije u sezoni 1946./47. 
 Bila je to jedna od tri zone na koje je bila podijeljena Srpska liga. 
 Sudjelovalo je 12 ekipa: 10 iz Vojvodine i dvije iz Beograda. 
 Prvak je bila Sloga iz Novog Sada.

## Ljestvica
| mj.    | klub                    | ut. | pob. | ner. | por. | gol+ | gol- | bod |
| ------ | ----------------------- | --- | ---- | ---- | ---- | ---- | ---- | --- |
| 1.     | Sloga Novi Sad          | 22  | 18   | 2    | 2    | 87   | 22   | 38  |
| 2.     | Dinamo Pančevo          | 22  | 16   | 1    | 5    | 70   | 35   | 33  |
| 3.     | Sloboda Subotica        | 22  | 12   | 3    | 7    | 57   | 30   | 27  |
| 4.     | Srem S. Mitrovica       | 22  | 13   | 1    | 8    | 56   | 32   | 27  |
| 5.     | Milicionar Beograd      | 22  | 9    | 4    | 9    | 35   | 48   | 22  |
| 6.     | Polet Sombor            | 22  | 7    | 6    | 9    | 41   | 47   | 20  |
| 7.     | Železničar Zrenjanin    | 22  | 8    | 4    | 10   | 43   | 56   | 20  |
| 8.     | FD Zrenjanin            | 22  | 7    | 2    | 13   | 51   | 65   | 16  |
| 9.     | FD Beograd              | 22  | 7    | 2    | 13   | 35   | 57   | 16  |
| 10.    | Eđšeg Novi Sad          | 22  | 5    | 5    | 12   | 34   | 53   | 15  |
| 11.    | Jedinstvo Vršac         | 22  | 6    | 3    | 13   | 37   | 62   | 15  |
| 12.    | Jedinstvo Bačka Palanka | 22  | 5    | 5    | 12   | 34   | 73   | 15  |
|        |                         |     |      |      |      |      |      |     |
| Izvori |                         |     |      |      |      |      |      |     |

- Sloga (Novi Sad) i Dinamo (Pančevo) su igrali kvalifikacije za Prvu saveznu ligu – Sloga je ispala u finalu kvalifikаcija (Torpedo), a Dinamo u polufinalu (opet Torpedo). Postali drugoligaši, po automatizmu
- Milicionar (Beograd) i Beograd nisu igrali ovu ligu naredne sezone
- Sloboda (Subotica) je igrala kvalifikacije za opstanak u ligi – nije uspjela (porazilo ga je Jedinstvo iz Bačke Topole, prvaka Grupe), u drugom krugu uspjela (bolja od Bezdana)
- Srem (Srijemska Mitrovica) je igrao kvalifikacije za opstanak u ligi – uspio (bolji od Radničkog iz Inđije, prvaka Grupe)
- Polet (Sombor) je igrao kvalifikacije za opstanak u ligi – uspio (bolji od Bezdana, prvaka Grupe)
- Proleter (Zrenjanin) je novi član lige poslije fuzije zrenjaninskih klubova, od kojih je Zrenjanin započeo i kvalifikacije.
- Eđšeg (Novi Sad) je igrao kvalifikacije za opstanak u ligi – uspio (bolji od prvaka grupe Cementa iz Beočina)
- Jedinstvo (Vršac) je igralo kvalifikacije za opstanak u ligi – nije uspjelo (porazio ga je Spartak iz Debeljače, prvak Grupe), u dopunskim kvalifikacijama – uspjelo (bolje od Cementa, Beočin)
- Jedinstvo (Bačka Palanka) je igralo kvalifikacije za opstanak u ligi – nije uspjelo (porazio ga je Jovan Crveni iz Starog Bečeja, prvak Grupe), kao ni naknadnim (porazio ga je Radnički Inđija) i dopunskim kvalifikacijama.
- Jedinstvo (Novi Sad) je u polusezoni promijenilo ime u Eđšeg
- Iz lige je – poslije tri kruga kvalifikacija ispalo i Jedinstvo (Bačka Palanka)
- Novi članovi lige – poslije kvalifikacija postali su: 6. oktobar (Kikinda), Spartak (Debeljača), Jovan Crveni (Stari Bečej), Jedinstvo (Bačka Topola), Radnički (Inđija) i Jedinstvo (Senta)

## Kvalifikacije
Kvalifikacije se igraju između pobjednika skupina Prvenstva Vojvodine i plasiranih u 1. zonu.

Žuto su označene ekipe primljene u Vojvođansku nogometnu ligu 1947./48.
|                                                 |                                              |                                              | 13. lipnja 1947.  | 29. lipnja 1947.   |
| ----------------------------------------------- | -------------------------------------------- | -------------------------------------------- | ----------------- | ------------------ |
| FD Zrenjanin                                    | –                                            | 6. oktobar (Kikinda)                         | 1:2               | [ 3 ]              |
| Eđšeg (Novi Sad)                                | –                                            | Cement (Beočin)                              | 1:0               | 2:1                |
| Jedinstvo (Vršac)                               | –                                            | Spartak (Debeljača)                          | 2:2               | 1:2                |
| Srem (S. Mitrovica)                             | –                                            | Radnički (Inđija)                            | 6:0               | 7:2                |
| Jedinstvo (Bačka Palanka)                       | –                                            | Jovan Crveni (Bečej)                         | 1:1               | 2:6                |
| Polet (Sombor)                                  | –                                            | Bezdan                                       | 5:2               | 5:1                |
| Sloboda (Subotica)                              | –                                            | Jedinstvo (Bačka Topola)                     | 1:2               | 1:1                |
| Dopunske kvalifikacije (poraženi u prvom krugu) |                                              |                                              |                   |                    |
| Cement (Beočin)                                 | –                                            | Jedinstvo (Vršac)                            | 2:1               | 1:7                |
| Radnički (Inđija)                               | –                                            | Jedinstvo (Bačka Palanka)                    | 5:1               | 1:2                |
| Bezdan                                          | –                                            | Sloboda (Subotica)                           | 3:1               | 1:6                |
| Polufinale (poraženi u drugom krugu + Senta)    | Polufinale (poraženi u drugom krugu + Senta) | Polufinale (poraženi u drugom krugu + Senta) | 20. srpnja 1947.  | 27. srpnja 1947.   |
| Bezdan                                          | –                                            | Jedinstvo (Bačka Palanka)                    | 2:1               | 3:0                |
| Cement (Beočin)                                 | –                                            | Jedinstvo (Senta)                            | 2:5               | 1:7                |
| Finale                                          | Finale                                       | Finale                                       | 7. kolovoza 1947. | 10. kolovoza 1947. |
| Bezdan                                          | –                                            | Jedinstvo (Senta)                            | ?                 | ?                  |

## Unutrašnje poveznice
- Prva savezna liga Jugoslavije u nogometu 1946./47.
- 2. ligaški rang 1946./47.
- Prvenstvo Vojvodine u nogometu 1946./47.